# Бизби (Северна Дакота)
Бизби (енгл. Bisbee) град је у америчкој савезној држави Северна Дакота.

## Демографија
По попису из 2010. године број становника је 126, што је 41 (-24,6%) становника мање него 2000. године.
| Група             | 2000.       | 2010.       |
| Белци             | 162 (97,0%) | 120 (95,2%) |
| Афроамериканци    | 1 (0,6%)    | 0 (0,0%)    |
| Азијати           | 0 (0,0%)    | 0 (0,0%)    |
| Хиспаноамериканци | 0 (0,0%)    | 1 (0,8%)    |
| Укупно            | 167         | 126         |